# Wielkie gry Bernarda Żbika
Wielkie gry Bernarda Żbika – seria powieści kryminalnych Adama Nasielskiego, zapoczątkowana w 1933, składająca się z 9 tomów (ostatni wydany w 1937) i kilku opowiadań.  

## Bohaterowie
Bernard Żbik – postać fikcyjna, stworzona przez Adama Nasielskiego w 1933, inspektor Centrali Urzędu Śledczego w Warszawie. Słynie z ostrego języka, psychologicznych technik przesłuchań i zamiłowania do papierosów. Postrach morderców. Współpracuje stale z doktorem Dalczewskim, aspirantem Adamem Billewskim oraz wywiadowcami: Więckiem, Wielgusem, Rogalskim, Sznajderem i Kobylańskim. Postacie te pojawiły się w prawie każdej z 9 książek serii Wielkie gry Bernarda Żbika. 
Przypuszczalnie Bernard Żbik był pierwowzorem dla komiksowego kapitana MO Jana Żbika.

## Seria
Wielkie gry Bernarda Żbika, zapomniane w PRL, są wznawiane od 2013. 
Pod względem czasu powstania najpóźniejszą powieścią cyklu jest As Pik, jednak za ostatnią jeśli chodzi o losy głównego bohatera należy uznać Koralowy sztylet, gdzie Żbik jest już na emeryturze.
Opowiadania, czyli tzw. Małe gry Bernarda Żbika były publikowane w Dzienniku Ostrowskim i Dzienniku Porannym z Poznania w 1936, dopiero w ostatnich latach zostały zebrane i opublikowane w zbiorze Koralowy sztylet.
As Pik został przetłumaczony na język angielski i wydany jako The Ace of Spades. Miał kilka wydań, w 1939 oraz dwa w 1944.

## Analiza
Seria została opisana jako "bardzo ciekawa próba popularyzacji osiągnięć kryminologii w powieści kryminalnej oraz... wpłynięcia na wzrost afirmacji organów policyjnych II Rzeczypospolitej wśród szerokiej publiczności".

## Wielkie gry Bernarda Żbika
- Alibi (1933; wznowiona 2013)
- Opera śmierci (1934; wznowiona 2014)
- Człowiek z Kimberley (1934; wznowiona 2014)
- Dom Tajemnic (1935, wznowiona 2015)
- Grobowiec Ozyrysa (1936, wznowiona 2015)
- Puama E. (1936, wznowiona 2016)
- Skok w otchłań (1936, wznowiona 2016)
- As Pik (1938, wznowiona 2017)
- Koralowy sztylet (1937, wznowiona 2017)

## Opowiadania z Bernardem Żbikiem (tzw. Małe gry Bernarda Żbika)
- Awans
- Bez tytułu
- Błysk
- Duch
- Kuracja
- „Plagiat”
- Traf
- Uzupełnienie
- Wizyta Bernarda Żbika
- Zagadka[3]